# Dobrodzień
Dobrodzień (dodatkowa nazwa niem. Guttentag) – miasto na Górnym Śląsku, w województwie opolskim, w powiecie oleskim, siedziba gminy miejsko-wiejskiej Dobrodzień. Miasto znajduje się między Opolem a Lublińcem. W latach 1975–1998 miasto administracyjnie należało do woj. częstochowskiego. Przed rokiem 1975 Dobrodzień należał do powiatu lublinieckiego.
Miejscowość położona na historycznej ziemi lublinieckiej.
Według danych GUS z 1 stycznia 2024 r. miasto liczyło 3447 mieszkańców.

## Nazwa

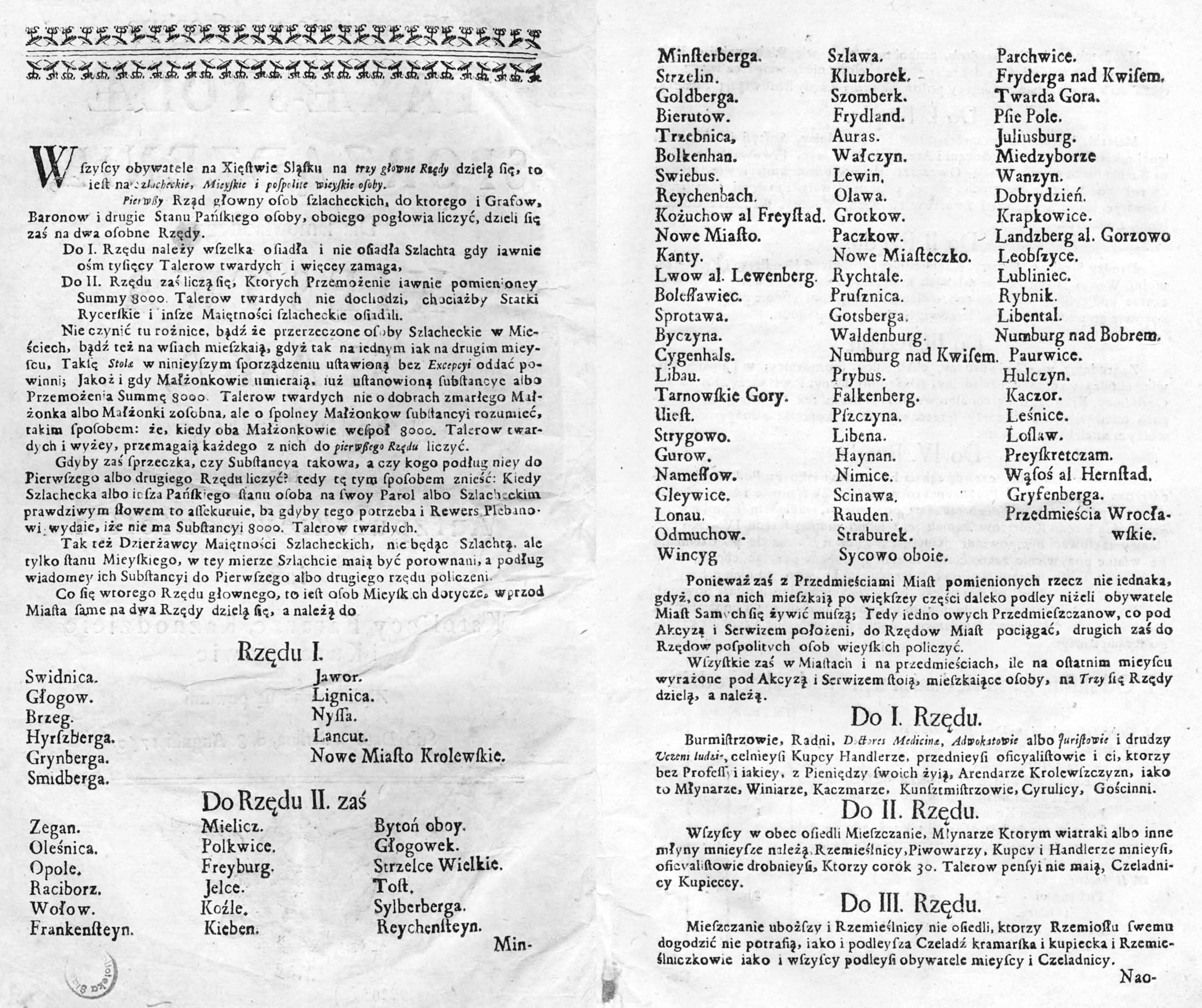
Nazwa Dobrydzień wśród innych nazw śląskich miejscowości w urzędowym pruskim dokumencie z 1750 roku wydanym w języku polskim w Berlinie

Nazwa miejscowości nawiązuje do zwyczajowego powitania „dzień dobry”. Według niemieckiego nauczyciela Heinricha Adamy’ego nazwa miejscowości pochodzi od wcześniejszej polskiej nazwy powitania. W swoim dziele o nazwach miejscowych na Śląsku wydanym w 1888 roku we Wrocławiu Adamy wymienia jako najstarszą zanotowaną nazwę miasta Dobrodzin podając jej znaczenie „wurde übersetzt in Guttentag”, czyli po polsku „zostało przetłumaczone na Guttentag”.
W 1475 roku w łacińskich statutach Statuta synodalia episcoporum Wratislaviensium miejscowość wymieniona jest w zlatynizowanej formie Dobrosin. W roku 1613 śląski regionalista i historyk Mikołaj Henel z Prudnika wymienił miejscowość w swoim dziele o geografii Śląska pt. Silesiographia podając jej łacińską nazwę: Dobrodin.
W dziele „Typographia Bohemiae, Moraviae et Silesiae”, napisanej i wydanej przez Mateusza Meriana we Frankfurcie w roku 1650 miasto opisane jest słowiańską nazwą Dobradin. W pruskim urzędowym dokumencie z 1750 roku wydanym w języku polskim w Berlinie przez Fryderyka Wielkiego miasto wymienione jest pośród innych śląskich miejscowości jako Dobrydzień.
W alfabetycznym spisie miejscowości na terenie Śląska wydanym w 1830 roku we Wrocławiu przez Johanna Knie miejscowość występuje pod nazwą niemiecką Guttentag oraz polską Dobrodzień. Statystyczny opis Prus z roku 1837 notuje Gutentag (poln. Dobrdzien). Nazwy Dobrodzień oraz Guttentag w książce Krótki rys jeografii Szląska dla nauki początkowej wydanej w Głogówku w 1847 wymienił śląski pisarz Józef Lompa, jak również w 1896 roku śląski pisarz Konstanty Damrot w książce o nazewnictwie miejscowym na Śląsku.
Topograficzny opis Górnego Śląska z 1865 roku notuje miejscowość we fragmencie Guttentag – polnisch Dobrodzien. Również katalog herbów niemieckich miejscowości, wydany w 1898 roku we Frankfurcie nad Menem, określa polską nazwę jako Dobrodzien. Słownik geograficzny Królestwa Polskiego wydany pod koniec wieku XIX podaje dwie polskie nazwy miejscowości – Dobrydzień i – Dobrodzień oraz niemiecką Guttentag.
W historii nazwa miejscowości została udokumentowana następującymi nazwami:
- 1279: Dobrosin[4]
- 1300: Dobradin
- 1304: Dobrodzien[14]
- 1311: Dobrodzen[14]
- 1312: Dobrozen[14]
- 1384: Dobrosin[10][14], Dobrodzyn[14]
- 1405: Dobrodzen[14]
- 1574: Dobrodzin[14]
- 1644: oppidium Dobrodzienie[14], Dobrodinium
- 1687: Guttentag vulgo Dobrodzien[14]
- 1750: Dobrydzień[2]
- XIX wiek: Guttentag, Gutentag[13]

Od 1945 r. jako nazwa urzędowa od 1946 roku: Dobrodzień. W 2008 roku dodano nazwę dodatkowa w języku mniejszości niemieckiej Guttentag.

## Historia
Dobrodzień pojawia się w dokumentach w 1267 roku, w kilkanaście lat przed nadaniem miejscowemu sołtysowi Henrykowi przywilejów przez Bolesława I – księcia opolskiego (w skład którego wchodził Dobrodzień). Na początku XIV wieku była to już dosyć duża osada, bo w roku 1311 istniał w niej kościół parafialny. Prawa miejskie Dobrodzień uzyskał w 1374 roku z rąk księcia Władysława Opolczyka. Jednak można zakładać, że historia Dobrodzienia sięga znacznie odleglejszych czasów. Najstarsze znaleziska archeologiczne – przedmioty codziennego użytku, pochodzą z II-III okresu epoki brązu (1450–1000 r. p.n.e.). Zachowała się też legenda o pobycie w Dobrodzieniu św. Wojciecha. Do czasów współczesnych co roku 23 kwietnia odbywają się w mieście msze św. ku czci tego świętego oraz procesje do kapliczki, w której zachowała się jego rzeźba. Niedługo przed pierwszymi wzmiankami o miejscowości, Dobrodzień – tak jak cały Śląsk, padł ofiarą rozdrobnienia dzielnicowego, rozpoczętego po śmierci króla Bolesława Krzywoustego, który podzielił Polskę pomiędzy swych synów. Śląsk przypadł Władysławowi II, jednak na skutek konfliktów wewnętrznych musiał on szukać pomocy na zewnątrz. Nie powrócił już do kraju, stąd został nazwany Wygnańcem, jednak jego synowie na skutek interwencji cesarza Fryderyka Barbarossy, otrzymali prawa do Śląska w 1163 r. Dobrodzień prawdopodobnie zaistniał w jakiś sposób także podczas najazdu tatarskiego w 1241 r., o czym zdaje się świadczyć późniejsza nazwa pewnej niwy na przedmieściu – Turkopole (niem. Turkenfeld). W końcu XIV wieku na skutek konfliktów zbrojnych książąt opolskich z królem polskim Władysławem Jagiełłą, Dobrodzień dostał się w ręce Spytka z Melsztyna, dowodzącego rycerstwem koronnym, by następnie stać się własnością książąt niemodlińskich. Po paru nieudanych próbach zawładnięcia tronem krakowskim Piastowie śląscy odwrócili się od Polski i złożyli hołd lenny królowi Czech.

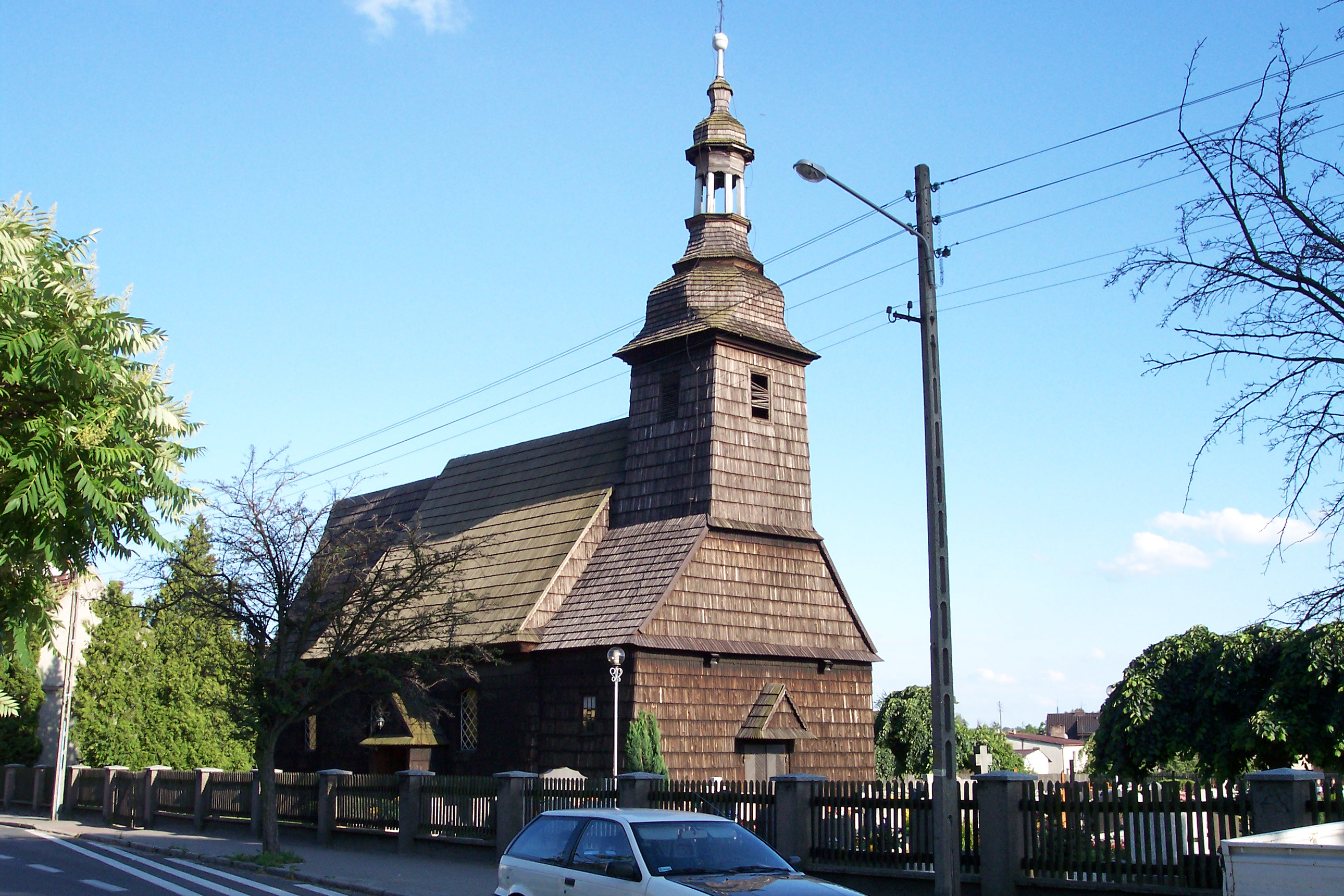
Drewniany, cmentarny kościół św. Walentego z XVII wieku w Dobrodzieniu

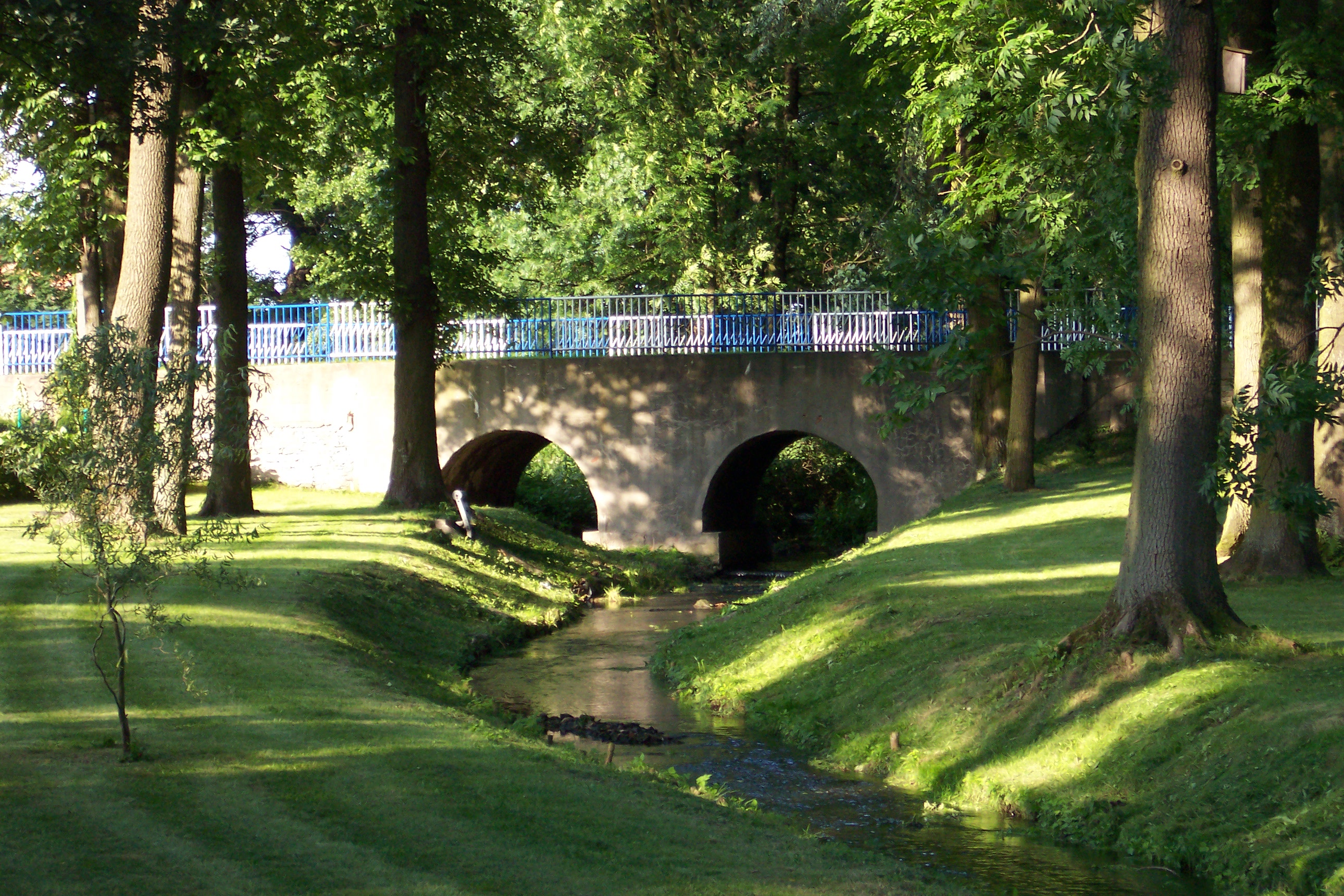
Most z XVII wieku w Dobrodzieniu

W 1452 roku w Dobrodzieniu wybudowano prawdopodobnie zamek warowny otoczony wałami ziemnymi i ostrokołem, który jednak nie zachował się do dzisiejszych czasów. Jako pierwszy właściciel Dobrodzienia obowiązki pańszczyźniane jego mieszkańcom narzucił w 1452 roku Henryk Kranczkowski. Podobnie postępowali późniejsi właściciele, co spowolniło rozwój gospodarczy miasta. W XV wieku wielu synów mieszczan studiowało w Akademii Krakowskiej, a Maciej – syn Światosława z Dobrodzienia był osobistym sekretarzem archidiakona z Dobrodzienia. Kolejnymi właścicielami Dobrodzienia w XVI i XVII wieku byli m.in.: Franciszek Kalinowski, Jan I Posadowski, Wacław Posadowski, Jan II Posadowski, Magdalena Kurtzbach, Jerzy Jarocki, Daniel Jarocki, Anna Jarocka – ta ostatnia, z racji znacznego zwiększenia obciążeń feudalnych, zapisała się niechlubnie w pamięci mieszkańców, co zaowocowało uwiecznieniem jej w legendach o Czarnej Damie, pokutującej jakoby za swe grzechy i pojawiającej się pośmiertnie w niektóre noce w okolicach zabytkowego mostu z 1610 roku, Bogusław Blacha, Jan von Blankowski oraz jego potomkowie. W 1526 r. na skutek śmierci króla Czech Ludwika II Jagiellończyka Czechy i Śląsk znalazły się pod panowaniem Habsburgów, jednak faktycznie nadal istniały silne wpływy czeskie, a tylko najważniejsze sprawy były rozstrzygane w Wiedniu. Dobrodzień został wyjątkowo ciężko doświadczony na skutek wojny trzydziestoletniej. Miasto było wówczas kilkakrotnie plądrowane, a część mieszkańców wymordowana. Nie obyło się też bez pożarów. Z tego czasu pochodzi niechlubna sława Anny Jarockiej, która miała jakoby najpierw zagarnąć lasy i pastwiska miejskie, a potem po zniszczeniach wojennych odmówić mieszkańcom drewna na odbudowę domów.
W 1740 roku podczas wojen śląskich pomiędzy Austrią oraz Królestwem Prus na Śląsk wkroczyły wojska króla pruskiego Fryderyka II Hohenzollerna. Zajęły one także Dobrodzień. Austria została zmuszona do zawarcia pokoju z Prusami, w myśl którego straciła większość Śląska. Rozpoczęła się kolonizacja fryderycjańska, polegająca na napływie na Górny Śląsk osadników z Prus, często wyznania ewangelickiego. W samym tylko ostatnim 40-leciu XVIII wieku napłynęło ich przeszło 170 tys. W 1743 roku w Dobrodzieniu powstała „komuna miejska” – właścicielami miasta stali się jego mieszkańcy na skutek wykupienia go od barona Franciszka Ludwika von Blankowskiego. Jednak na skutek różnych okoliczności i z powodu braku środków finansowych w 1748 roku Dobrodzień ponownie został własnością, tym razem przedstawicieli rodów pruskich. Mimo wysokich kontrybucji miasto rozwijało się pod względem gospodarczym. Już we wcześniejszych latach w Dobrodzieniu dynamicznie rozwijało się stolarstwo, które do dziś jest wizytówką miasta. W XVIII wieku wybudowano w mieście zakład hutniczy z wielkim piecem. Mieszkańcy, spośród których niektórzy mieli po 15–20 par koni, transportowali wyroby hutnicze do Odessy, Wrocławia, Brna, Poznania i Krakowa. Miasto poziomem zamożności mieszkańców przewyższało wówczas wiele okolicznych ośrodków, co jednak uległo odwróceniu na skutek pominięcia Dobrodzienia przy budowie sieci kolei żelaznych i rozwoju przemysłu na Górnym Śląsku.

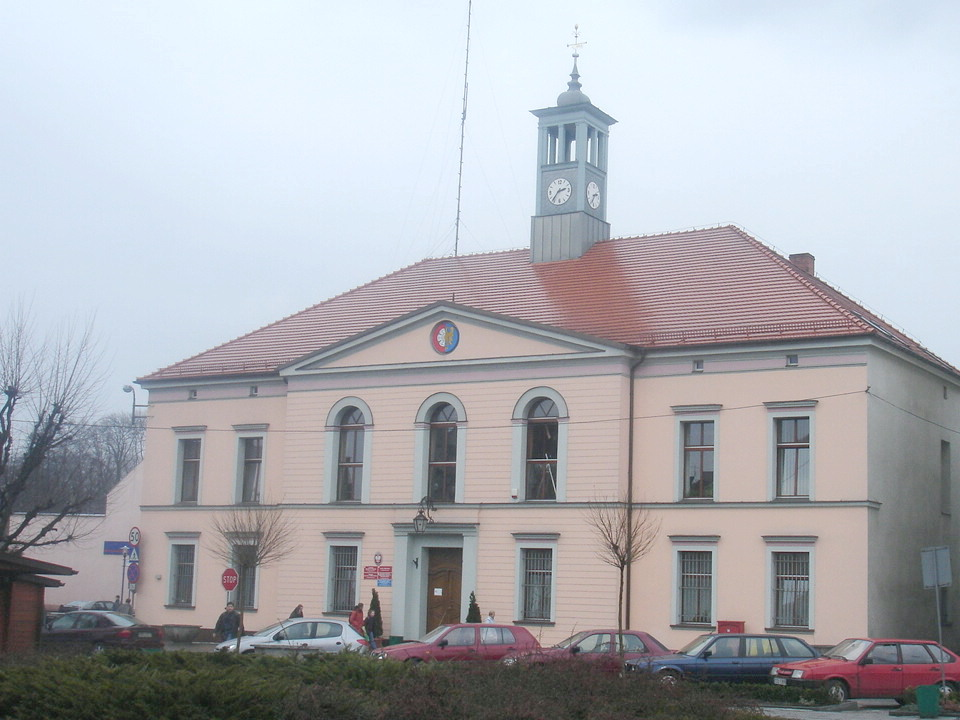
Ratusz XIX wieku w Dobrodzieniu

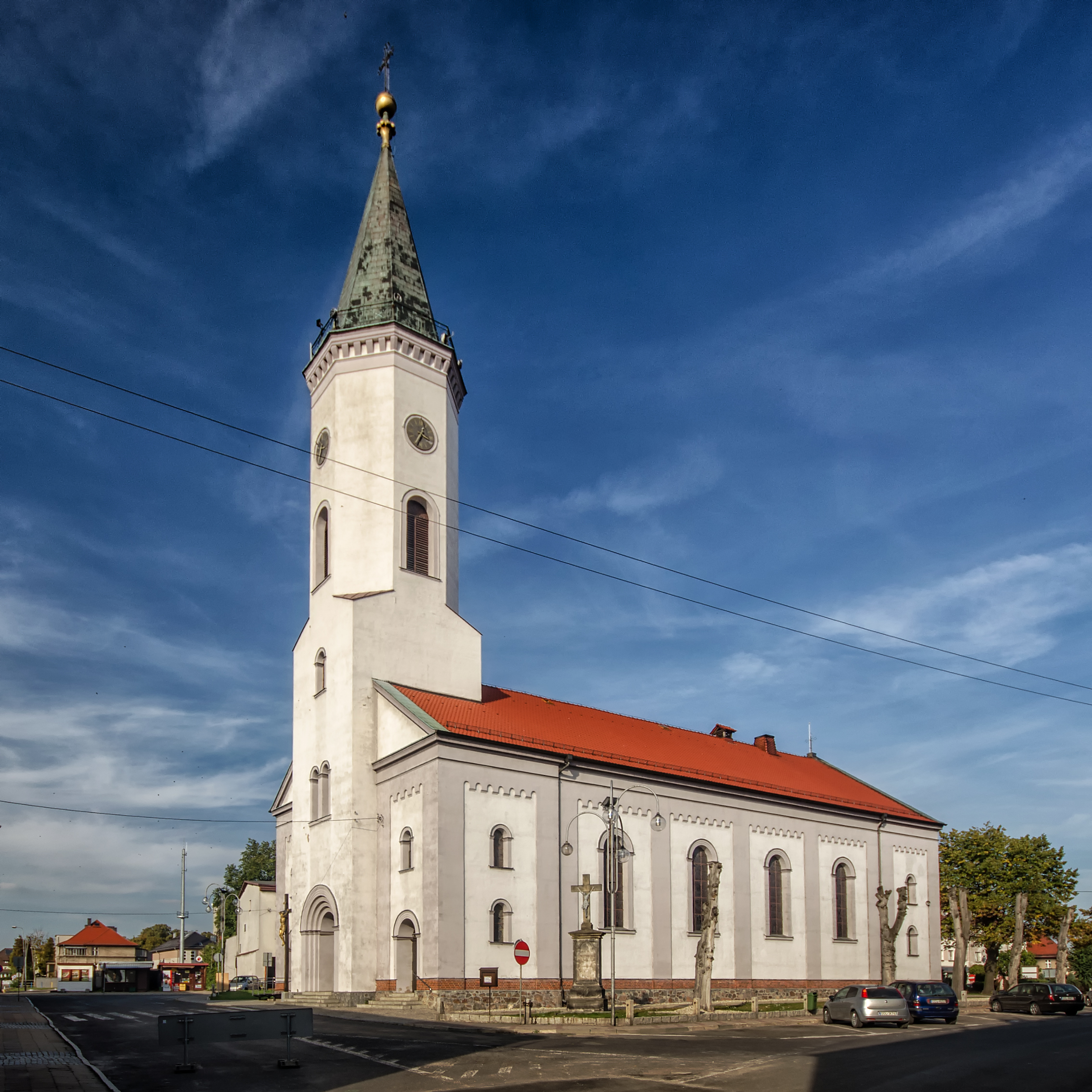
Kościół św. Marii Magdaleny w Dobrodzieniu (1851–1854)

W 1846 r. potężny pożar zniszczył większość zabudowy miasta, m.in. spłonął kościół, probostwo, poczta, synagoga, gospody, folwark z gorzelnią i wiele innych budynków. Ocalały tylko budynki na jego obrzeżach, a także zabytkowy kościół pod wezwaniem św. Walentego – do dziś będący ozdobą miasta. Paradoksalnie, pożar w dłuższej perspektywie wyszedł miastu na korzyść. Przyczynił się do rozbudowy Dobrodzienia i powstania budynków murowanych w miejsce drewnianych. W połowie XIX wieku wzniesiono stopniowo nowe, murowane budynki: ratusz, pałac, kościół katolicki i ewangelicki, synagogę. W 1865 roku w mieście żyło 2399 mieszkańców z czego 1140 mężczyzn i 1259 kobiet; 184 było ewangelikami, 1935 katolikami; zanotowano także 280 wyznawców judaizmu.
Od 1884 roku Dobrodzień przypadł w udziale królom Saksonii. Fryderyk August III przebywał często w Dobrodzieniu, zamieszkując zachowany do dziś budynek, znajdujący się na skrzyżowaniu obecnych ulic: Piastowskiej i Powstańców Śląskich. W 1898 roku z inicjatywy saksońskiej królowej Karoli wybudowano w Dobrodzieniu szpital (dzisiejszy Zakład Opieki Leczniczej im. Królowej Karoli). W 1919 roku król saksoński sprzedał część dóbr państwu i osobom prywatnym, a w 1927 roku całość.
W 1910 roku w miejscowości mieszkało 3186 osób, z czego 1702 mówiło językiem polskim, 338 polskim i niemieckim, a 1146 niemieckim. W I wojnie zginęło 167 mieszkańców miasta. W wyborach komunalnych, jakie odbyły się w listopadzie 1919 roku, mieszkańcy oddali 248 głosów na polską listę na ogólną sumę 993, zdobywając 5 z 18 mandatów. W latach 1919–1921 miały miejsce trzy powstania śląskie, w których brali udział również mieszkańcy Dobrodzienia. Największa skala konfliktu nastąpiła w czasie III powstania, kiedy 4 maja 1921 roku rozpoczęły się walki o miejscowość. 6 maja Dobrodzień został zdobyty przez lubliniecko-opolski pułk piechoty pod dowództwem Karola Lubosa oraz Teodora Mańczyka. Do zakończenia działań wojskowych pozostał on w rękach powstańców i mieścił się w nim główny sztab podgrupy „Linke”. Wcześniej, w czasie plebiscytu, większość mieszkańców opowiedziała się jednak za Niemcami (1664 do 430 za Polską) i po podziale Górnego Śląska Dobrodzień pozostał w granicach Niemiec, tworząc najmniejszy w Rzeszy powiat dobrodzieński (Landkreis Guttentag).
Dobrodzień od pokoleń był przykładem wielokulturowości i w miarę zgodnego współżycia przedstawicieli różnych nacji. W kościele katolickim pleban wygłaszał kazania w języku niemieckim raz na miesiąc, a po polsku co tydzień. W mieście aż do przedednia wybuchu II wojny światowej funkcjonowały organizacje polskie i żydowskie. Niechlubnym wyjątkiem były wydarzenia nocy kryształowej w 1938 roku, kiedy to spalona została przez członków SS i SA synagoga i jeden ze sklepów. Istnieje też źródło, z którego wynika, że spalono wówczas jedynie sklep Siednerów, a synagogę, którą wcześniej oddano już w użytkowanie powszechnej kasie oszczędności – z uwagi na znaczący odpływ z miejscowości ludności pochodzenia żydowskiego w latach 30. XX w. – rozebrano już po wydarzeniach z listopada 1938 roku. W czasie II wojny światowej w pobliskich lasach stacjonowały wojska gen. Reichenaua. 21 stycznia 1945 roku do miasta wkroczyły wojska radzieckie pod dowództwem gen. Gusiewa. W trakcie zajmowania miasta zginęło 70 żołnierzy radzieckich. Po zakończeniu działań wojennych Dobrodzień znalazł się w województwie śląskim (śląsko-dąbrowskim), następnie katowickim, a od 1975 roku – w częstochowskim. Po ostatniej reformie administracyjnej jest częścią województwa opolskiego.

## Demografia

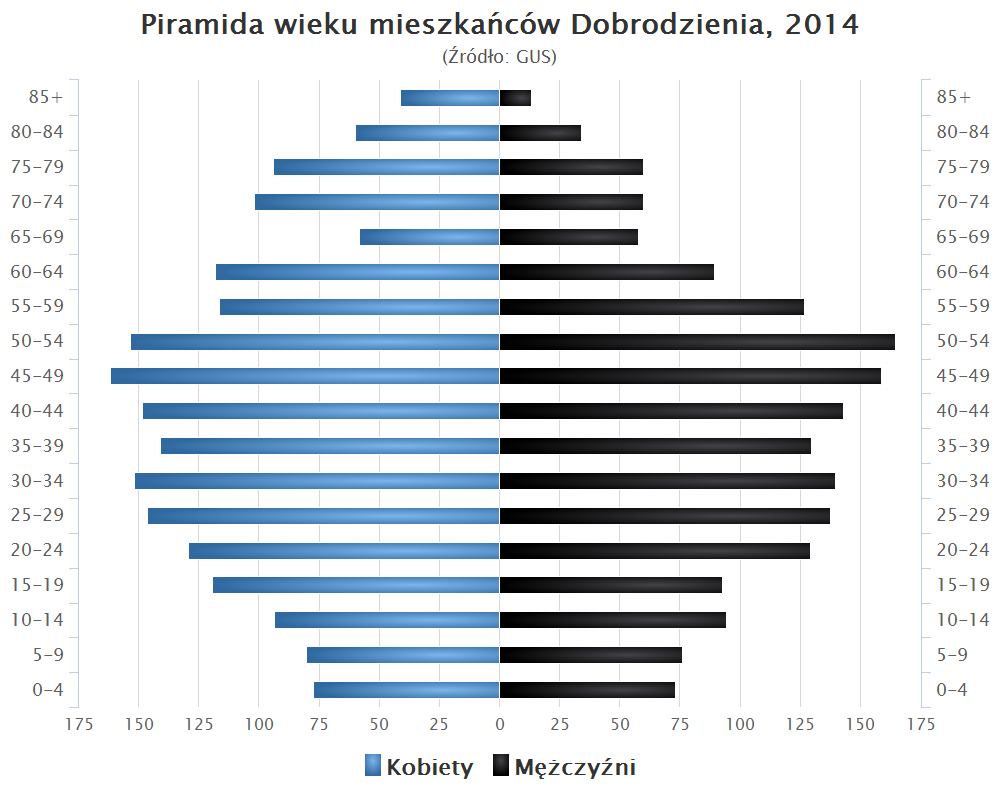
Piramida wieku mieszkańców Dobrodzienia w 2014 roku

## Transport

### Drogowy
Przez Dobrodzień przebiegają następujące drogi krajowe i wojewódzkie:
- 46 Kłodzko - Złoty Stok - Paczków - Otmuchów - Nysa - Niemodlin - Opole - Ozimek - Dobrodzień - Lubliniec - Częstochowa - Szczekociny
- 901 Gliwice - Pyskowice - Zawadzkie - Dobrodzień - Olesno

W Dobrodzieniu biegną drogi powiatowe:
| Numer drogi | Przebieg                                             | Długość w (km) |
| ----------- | ---------------------------------------------------- | -------------- |
| 1705O       | Zawada – Turawa – Zębowice – Szemrowice – Dobrodzień | 16,623         |
| 1952O       | Dobrodzień – Klekotna – Sieraków                     | 10,467         |
| 1957O       | Myślina – Ligota Dobrodzieńska – Dobrodzień          | 6,390          |
|             |                                                      | 33,38          |

## Zabytki

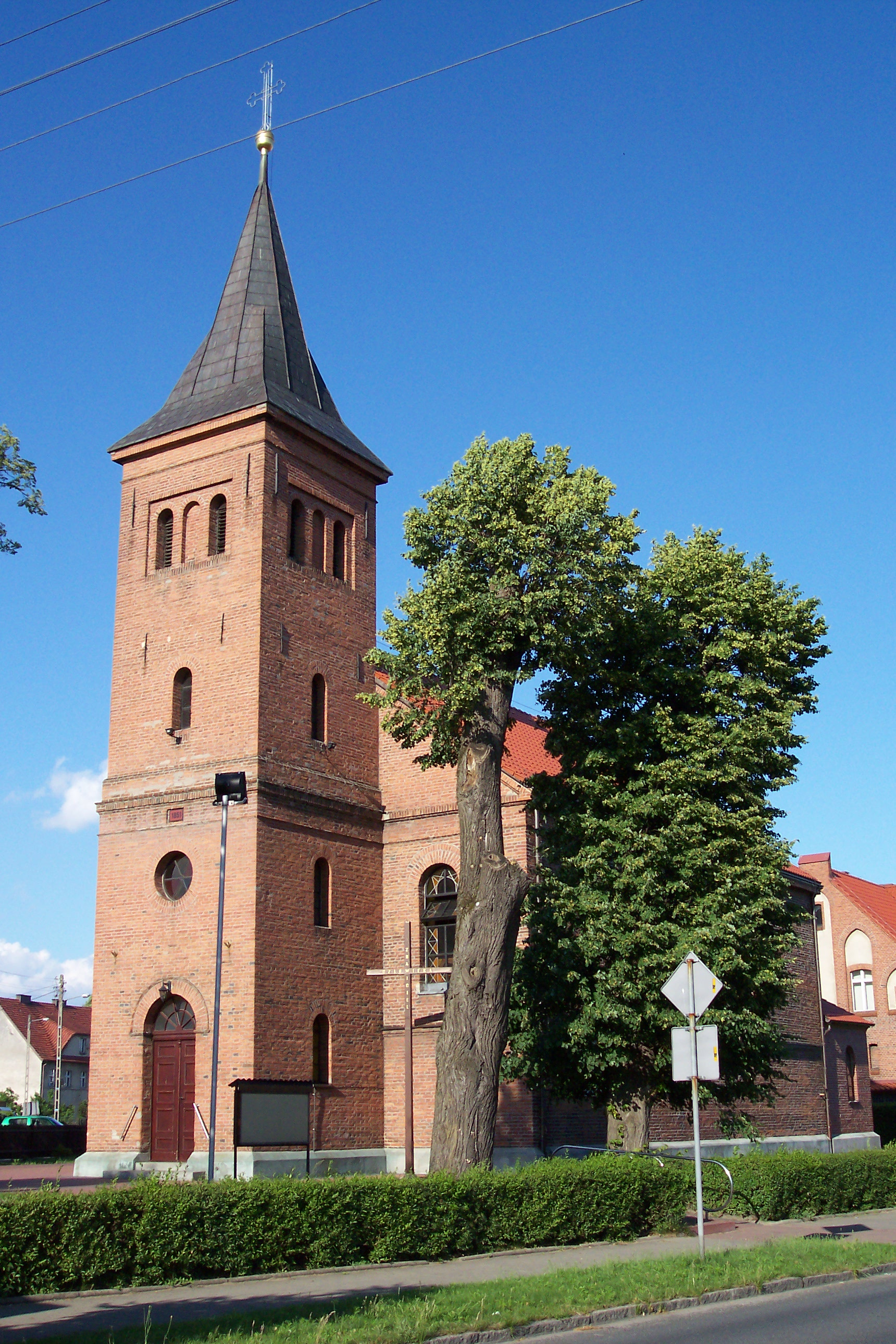
Kościół Nawiedzenia Najświętszej Maryi Panny (1847–1851 r.)

Do wojewódzkiego rejestru zabytków wpisane są:
- miasto w ramach historycznego założenia
- kościół par. pw. św. Marii Magdaleny, z l. 1851–1854
  - cmentarz przykościelny
- kościół cmentarny pw. św. Walentego, drewniany, z poł. XVII w.
- cmentarz żydowski, z XVIII w.
- dwór, z poł. XIX w.

Inne zabytki:
- Kościół Nawiedzenia Najświętszej Maryi Panny, z l. 1847–1851

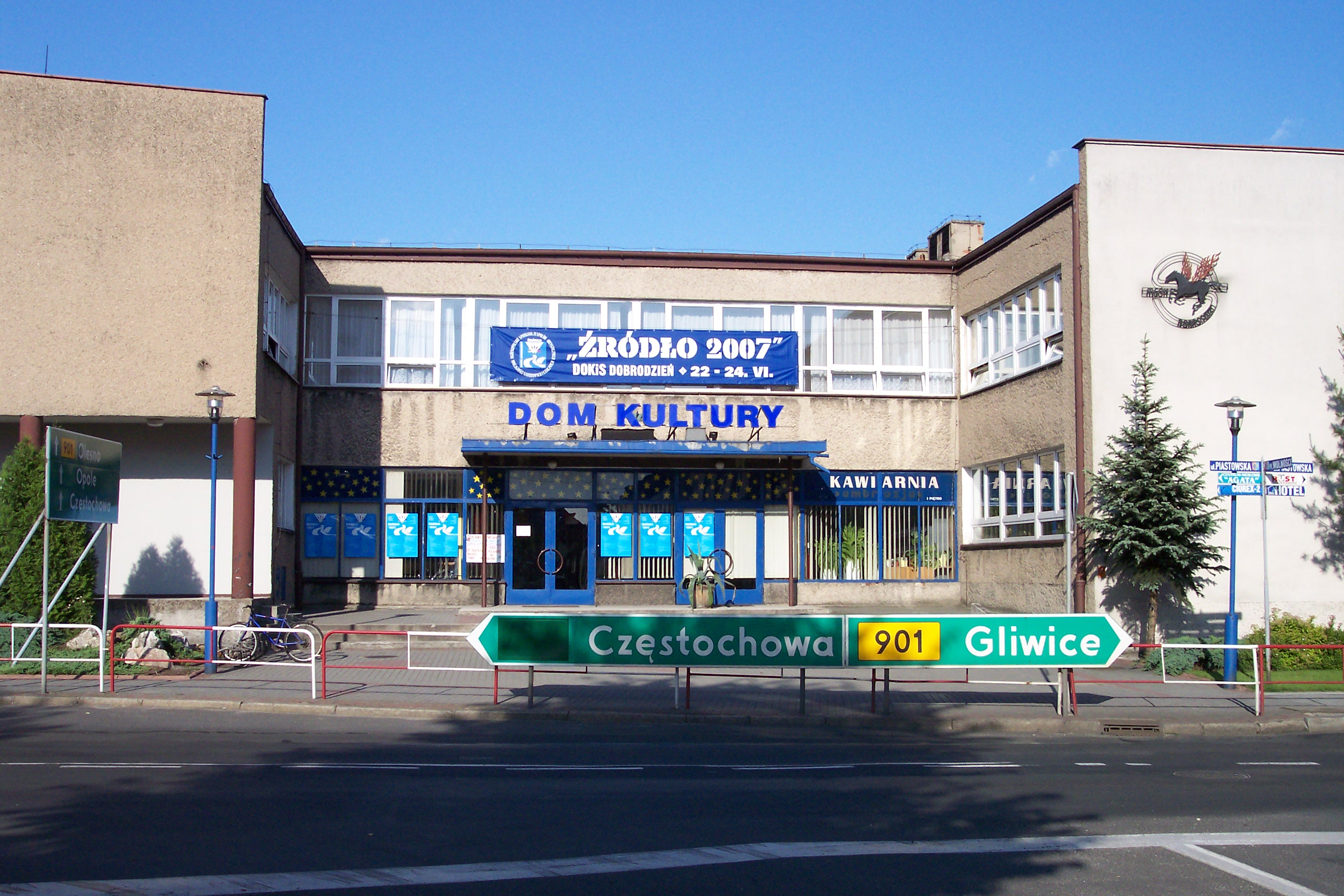
Budynek Domu Kultury

## Wspólnoty wyznaniowe
- Kościół rzymskokatolicki:
  - parafia Nawiedzenia Najświętszej Maryi Panny
  - parafia św. Marii Magdaleny
- Świadkowie Jehowy:
  - zbór Zawadzkie-Dobrodzień (Sala Królestwa: Ozimek, ul. Wyzwolenia 58b[36])

## Miasta partnerskie
- Czortków
- Haan